# Pisa Sporting Club 1930-1931
Questa pagina raccoglie i dati riguardanti il Pisa Sporting Club nelle competizioni ufficiali della stagione 1930-1931.

## Rosa
| N. |                   | Ruolo | Calciatore         |
| -- | ----------------- | ----- | ------------------ |
|    | Italia (bandiera) | C     | Athos Artigiani    |
|    | Italia (bandiera) | C     | Vasco Artigiani    |
|    | Italia (bandiera) | C     | Mario Badiani      |
|    | Italia (bandiera) | D     | Enrico Benedetti   |
|    | Italia (bandiera) | D     | Raffaele Capitani  |
|    | Italia (bandiera) | A     | Amato Corradi      |
|    | Italia (bandiera) | A     | Alessandro Duè     |
|    | Italia (bandiera) | A     | Alfio Gagliardi    |
|    | Italia (bandiera) | D     | Sergio Galletti    |
|    | Italia (bandiera) | A     | Francesco Giuntini |

| N. |                   | Ruolo | Calciatore          |
| -- | ----------------- | ----- | ------------------- |
|    | Italia (bandiera) | D     | Luigi Giuntoli      |
|    | Italia (bandiera) | D     | Mario Guerri        |
|    | Italia (bandiera) | D     | Ivano Guerrini      |
|    | Italia (bandiera) | A     | Claudio Melenotti   |
|    | Italia (bandiera) | D     | Raffaello Michele   |
|    | Italia (bandiera) | A     | Piero Pampaloni     |
|    | Italia (bandiera) | P     | Aldo Paolicchi      |
|    | Italia (bandiera) | A     | Giuseppe Piacentini |
|    | Italia (bandiera) | D     | Aldo Vettori        |